# Vlada Federacije Bosne i Hercegovine
Vlada Federacije Bosne i Hercegovine je izvršno tijelo vlasti Federacije Bosne i Hercegovine, jednog od dvaju bosanskohercegovačka entiteta. Djeluje na temelju Zakona o Vladi Federacije BiH i Poslovnika o radu Vlade FBiH, odnosno temeljem Ustava Federacije BiH, donesena nakon postizanja Washingtonskoga sporazuma, kojim je prekinut oružani sukob Hrvata i Bošnjaka u BiH. 

## Povijest
U skladu s odlukama Ustavotvorne skupštine Federacije Bosne i Hercegovine, ovlašteni predstavnici, na sastanku održanom u Beču od 7. do 11. svibnja 1994. godine, zaključili su sporazum. Pri rekonstrukciji Vlade osigurat će se da dužnost premijera obavlja predstavnik iz reda bošnjačkog naroda, a dužnost zamjenika premijera predstavnik iz reda hrvatskog naroda. Zamjenik premijera Vlade bit će na čelu Ministarstva obrane. Predložit će se Zakon o Vladi Federacije BiH tako da Vladu Federacije sačinjavaju: predsjednik, dopredsjednik, 11 resornih ministara i 4 ministra bez portfelja. Ministri iz reda bošnjačkog naroda bit će na čelu sljedećih ministarstava:
1. Ministarstva unutrašnjih poslova;
2. Ministarstva vanjskih poslova;
3. Ministarstva prometa i komunikacija;
4. Ministarstva energetike i industrije;
5. Ministarstva prostornog uređenja, resursa i okoliša;
6. Ministarstva izbjeglica i socijalne politike;
7. Ministarstva obrazovanja, znanosti i kulture.

Ministri iz reda hrvatskog naroda bit će na čelu:
1. Ministarstva obrane (dopredsjednik Vlade);
2. Ministarstva financija;
3. Ministarstva pravde;
4. Ministarstva trgovine;
5. Ministarstva zdravstva.

Od 4 ministra bez portfelja, jedan će biti iz reda hrvatskog naroda
Do ključne 2002. godine i promjene Ustava FBiH (Petritschevi amandmani) u sastav Vlade su osim ministara (gdje je Hrvatima bila zagarantirana najmanje 1/3 ministarskih mjesta) ulazili i njihovi zamjenici. Po pravilu, ako je ministar bio Bošnjak – zamjenik je bio Hrvat i obrnuto, ako je ministar bio Hrvat zamjenik je bio Bošnjak. Kada se zbroje mjesta ministara i zamjenika ministara Hrvati su bili ravnopravan partner u federalnoj Vladi (i po brojnosti i po načinu odlučivanja). U načinu odlučivanja u Vladi Federacije BiH uvedene su takve promjene koje su iz ustava izbrisale riječi "konsenzus" i mogućnost bilo kakvog utjecaja konstitutivnih naroda na odluke Vlade, tako da je ostalo isključivo glasovanje običnom većinom. Ta većina su naravno uvijek Bošnjaci (8 ministara + premijer = 9 glasova). Tome treba dodati da zbog svoje brojnosti bošnjačke političke elite redovito popune i srpske kvote u Vladi FBiH (3 ministra). Međutim, to nije bilo dovoljno (11 od 16 ministara plus premijer) pa su u razdoblju 2010. – 2014.
(Vlada Platforme) popunili i hrvatske kvote. Ustavna rješenja (2002.) propisuju fiksne kvote ministara po konstitutivnim narodima. Diskriminatorska rješenja su u samom ustavu kojima se jedan entitet faktički priznaje kao srpski (8 Srba – ministara u Vladi Republike Srpske), a jedan entitet kao bošnjački (8 Bošnjaka – ministara u Vladi Federacije BiH). Ukupno, Bošnjaci imaju 13 ministara (41%), Srbi 11 ministara (34%), a Hrvati 8 ministara (25%) u entitetskim vladama. Tu nije uračunato mjesto entitetskog premijera, premijer Vlade RS-a uvijek je Srbin, a premijer Vlade FBiH uvijek Bošnjak. Bosanskohercegovački Hrvat ne može biti premijer niti jednog entiteta prema postojećim ustavnim/zakonskim rješenjima.

## Sastav Vlade FBiH
Vladu čine premijer, dva premijerova zamjenika, te resorni ministri i njihovi zamjenici koje, nakon obavljenih konzultacija, imenuje premijer. U sklopu Vlade djeluje šesnaest ministarstava: Ministarstvo unutarnjih poslova FBiH, Ministarstvo pravde FBiH, Ministarstvo financija FBiH, Ministarstvo energije, rudarstva i industrije FBiH, Ministarstvo prometa i komunikacija FBiH, Ministarstvo rada i socijalne politike FBiH, Ministarstvo raseljenih osoba i izbjeglica FBiH, Ministarstvo za pitanja branitelja i invalida Domovinskog rata FBiH, Ministarstvo zdravstva FBiH, Ministarstvo obrazovanja i znanosti FBiH, Ministarstvo kulture i športa FBiH, Ministarstvo trgovine FBiH, Ministarstvo prostornog uređenja FBiH, Ministarstvo poljoprivrede, vodoprivrede i šumarstva FBiH, Ministarstvo razvitka, poduzetništva i obrta FBiH i Ministarstvo okoliša i turizma FBiH.  
Sjedište Vlade FBiH je u Sarajevu, a ministarstva su raspoređena u Sarajevu i Mostaru. Osim u velikim federalnim centrima, Vlada sjednice povremeno održava i u manjim gradovima.

## Sastav Vlade
| položaj                     | ministarstvo                                   | dužnosnik           | stranka  | narodnost   |
| --------------------------- | ---------------------------------------------- | ------------------- | -------- | ----------- |
| Predsjednik Vlade           | Predsjednik Vlade                              | Nermin Nikšić       | SDP BiH  | Bošnjak     |
| Zamjenik predsjednika Vlade | Financije                                      | Toni Kraljević      | HDZ BiH  | Hrvat       |
| Zamjenik predsjednika Vlade | Razvoj, poduzetništvo i obrt                   | Vojin Mijatović     | SDP BiH  | Srbin       |
| Ministar                    | Unutarnji poslovi                              | Ramo Isak           | SN       | Bošnjak     |
| Ministar                    | Pravda                                         | Vedran Škobić       | HDZ BiH  | Hrvat       |
| Ministar                    | Energija, rudarstvo i industrija               | Vedran Lakić        | SDP BiH  | Srbin       |
| Ministrica                  | Promet i komunikacija                          | Andrijana Katić     | HDZ BiH  | Hrvatica    |
| Ministar                    | Raseljene osobe i izbjeglice                   | Nerin Dizdar        | SDP BiH  | Bošnjak     |
| Ministar                    | Pitanja branitelja i invalida Domovinskog rata | Nedžad Lokmić       | SDP BiH  | Bošnjak     |
| Ministar                    | Zdravstvo                                      | Nediljko Rimac      | HDZ 1990 | Hrvat       |
| Ministrica                  | Obrazovanje i znanost                          | Jasna Duraković     | SDP BiH  | Bošnjakinja |
| Ministrica                  | Kultura i šport                                | Sanja Vlaisavljević | HDZ BiH  | Srpkinja    |
| Ministar                    | Trgovina                                       | Amir Hasičević      | NS       | Bošnjak     |
| Ministar                    | Rad i socijalna politika                       | Adnan Delić         | NiP      | Bošnjak     |
| Ministar                    | Prostorno uređenje                             | Željko Nedić        | HDZ BiH  | Hrvat       |
| Ministar                    | Poljoprivreda, vodoprivreda i šumarstvo        | Kemal Hrnjić        | NiP      | Bošnjak     |
| Ministrica                  | Okoliš i turizam                               | Nasiha Pozder       | NS       | Bošnjakinja |